# Henry Rådberg
Martin Nils Henrik Rådberg senare Henry Rodberg, född 20 september 1895 i Tallåsen, Ljusdals socken, Hälsingland, död 1979, var en svensk dekorationsmålare, tecknare och grafiker.
Han var son till stationsinspektoren August Martin Rådberg och Agnes Vilhelmina Jansson och från 1922 gift med Minna Clair Nitsch. Efter realexamen studerade Rådberg vid den lägre avdelningen vid Chalmers tekniska institut i Göteborg och fortsatte därefter under två års tid vid arkitekturlinjen vid den högre avdelningen. Han övergick därefter till konststudier och studerade privat för Emile Zoir i Göteborg 1918 och för Axel Tallberg vid Konstakademins etsarskola 1919–1920 samt för Oskar Kokoschka vid Dresdens konstakademi. Omkring 1923 emigrerade han till Amerika och för att klara sin försörjning tvingades han arbeta som dekorationsmålare och kom att utföra ett flertal målningar i olika kyrkor och profana offentliga lokaler bland annat dekoreringsmålade han St. Thomas War Memorials lokaler och St. Thomas Church i New York 1949. Samtidigt fortsatte han sitt stafflimålande som en hobby. Han medverkade ett par gånger i samlingsutställningar på Valands och i Dresden under sin tid i Amerika deltog han i samlingsutställningar med kyrkokonst. Hans konst består av stilleben, porträtt och landskap utförda i olja, akvarell eller i form av träsnitt och etsningar. Rådberg är representerad vid Zwinger Gemälde Gallerie i Dresden. 